# Guttiferae

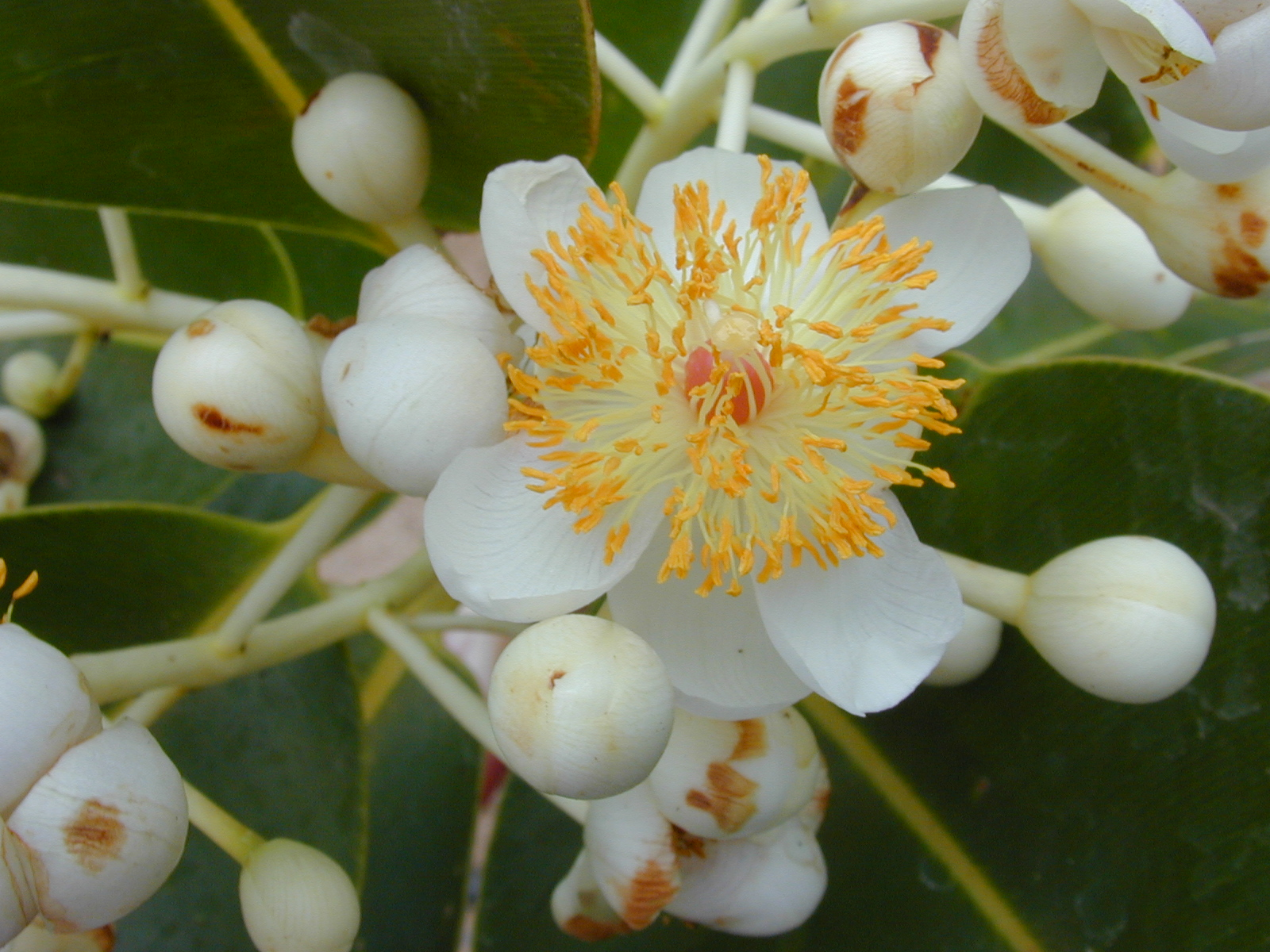
Calophyllum

Guttiferae, na classificação taxonômica de Jussieu (1789), foi uma ordem botânica da classe Dicotyledones, Monoclinae (flores hermafroditas ), Polypetalae ( corola com duas ou mais pétalas) e estames hipogínicos (quando os estames estão inseridos abaixo do nível do ovário). Após a modificação da classificação taxonômica para o APG, esse grupo passou a ser denominado Clusiaceae.